# Жан-Франсуа Жилле
Жан-Франсуа Жилле (фр. Jean François Gillet, нар. 31 травня 1979, Льєж) — бельгійський футболіст, воротар клубу «Торіно». Виступав, зокрема, за клуб «Барі», а також національну збірну Бельгії.

## Клубна кар'єра
Народився 31 травня 1979 року в місті Льєж. Вихованець футбольної школи клубу «Стандард» (Льєж). Дорослу футбольну кар'єру розпочав 1996 року в основній команді того ж клубу, в якій провів три сезони, взявши участь лише у 3 матчах чемпіонату.
Згодом з 1999 по 2004 рік грав у складі команд клубів «Монца», «Барі» та «Тревізо» (в оренді).
Своєю грою за останню команду знову привернув увагу представників тренерського штабу клубу «Барі», до складу якого повернувся 2004 року. Цього разу відіграв за команду з Барі наступні сім сезонів своєї ігрової кар'єри. Більшість часу, проведеного у складі «Барі», був основним голкіпером команди.
Протягом 2011–2012 років захищав кольори команди клубу «Болонья».
До складу клубу «Торіно» приєднався 2012 року. Відразу став основним воротарем туринців, проте у червні 2013 року був відсторонений від футболу за участь у договірних матчах ще за часів виступів за «Барі». Термін покарання становив три роки і сім місяців, проте згодом був скорочений до 13 місяців, і в серпні 2014 року гравець повернувся на футбольне поле.

## Виступи за збірні
1992 року дебютував у складі юнацької збірної Бельгії, взяв участь у 31 іграх на юнацькому рівні.
Протягом 1996–2002 років залучався до складу молодіжної збірної Бельгії. На молодіжному рівні зіграв у 40 офіційних матчах.
2009 року дебютував в офіційних матчах у складі національної збірної Бельгії. Наразі провів у формі головної команди країни 9 матчів, пропустивши 11 голів.
| Дата       | Місто      | Господарі | Результат | Гості      | Турнір            | Голи | Примітки |
| ---------- | ---------- | --------- | --------- | ---------- | ----------------- | ---- | -------- |
| 5-9-2009   | Ла-Корунья | Іспанія   | 5 – 0     | Бельгія    | Відбір до ЧС 2010 | -5   |          |
| 9-9-2009   | Єреван     | Вірменія  | 2 – 1     | Бельгія    | Відбір до ЧС 2010 | -2   |          |
| 14-11-2009 | Гент       | Бельгія   | 3 – 0     | Угорщина   | товариський матч  | -    |          |
| 17-11-2009 | Брюссель   | Бельгія   | 2 – 0     | Катар      | товариський матч  | -    |          |
| 19-5-2010  | Брюссель   | Бельгія   | 2 – 1     | Болгарія   | товариський матч  | -1   |          |
| 17-11-2010 | Воронеж    | Росія     | 0 – 2     | Бельгія    | товариський матч  | -    |          |
| 11-11-2011 | Брюссель   | Бельгія   | 2 – 1     | Румунія    | товариський матч  | -1   |          |
| 25-5-2012  | Брюссель   | Бельгія   | 2 – 2     | Чорногорія | товариський матч  | -1   |          |
| 6-2-2013   | Брюгге     | Бельгія   | 2 – 1     | Словаччина | товариський матч  | -1   |          |
| Усього     |            | Матчів    | 9         |            | Голів             | -11  |          |

## Титули і досягнення
- Володар Кубка Бельгії (1):

«Стандард»: 2017-18